# Maarhuisterpolder
De Maarhuisterpolder is een voormalig waterschap in de provincie Groningen.
Het waterschap lag op het oostelijke gedeelte van de uiterdijk van het Reitdiep, tussen Schouwerzijl en Schaphalsterzijl. De polder waterde af via een houten duiker op de rivier. Het westelijke deel van de uiterdijk werd ingenomen door de Maarslagterpolder.
Waterstaatkundig gezien ligt het gebied sinds 1995 binnen dat van het waterschap Noorderzijlvest.

## Naam
De polder is genoemd naar Maarhuizen, de plaats waar de uiterdijk toebehoorde.